# Gustavo Adrianzén
Gustavo Lino Adrianzén Olaya (Cusco, 25 ottobre 1966) è un politico e avvocato peruviano, primo ministro del Perù dal 6 marzo 2024 al 13 maggio 2025.

## Biografia
Gustavo Adrianzén nasce a Cusco il 25 ottobre 1966. Studia giurisprudenza presso l'Università di Lima, conseguendo poi una laurea all'Università di Alcalá. Sempre in Spagna, ottiene poi un master in amministrazione pubblica all'Università Complutense di Madrid. Specialista di diritti umani, studia inoltre a Ginevra, a Strasburgo, a San José e a Firenze.

### Carriera politica
Dopodiché lavora, tra gli altri, per la Banca Mondiale, per la Banca Interamericana di Sviluppo, per il Programma delle Nazioni Unite per lo Sviluppo e per la Commissione europea. Torna poi in Perù, a Lima, dove insegna in diverse università private.
Nel febbraio 2012 diviene procuratore presso il ministero della difesa peruviano. Diviene anche avvocato in rappresentanza del Perù alla Corte interamericana dei diritti umani.
Durante la presidenza di Ollanta Humala, nell'aprile 2015 viene nominato ministro della giustizia e dei diritti umani a seguito delle dimissioni di Fredy Otárola, rimanendo in carica fino all'ottobre dello stesso anno. Precedentemente aveva ricoperto l'incarico di viceministro dello stesso dicastero per solo due settimane.
Nel febbraio 2023 viene scelto dal ministero delle relazioni estere come rappresentante permanente del Perù presso l'Organizzazione degli Stati Americani. Qui resta fino alla sua nomina di presidente del Consiglio dei ministri del marzo 2024.